# 懷遠戰鬥 (北洋政府時期)
懷遠戰鬥發生於1927年11月5日－19日，交戰地點則是在中國皖北，是北洋時期的戰鬥之一。懷遠戰鬥的交戰雙方，一方為卅三軍柏文蔚，另一方孫傳芳部所轄軍隊。

## 參看
- 中華民國北洋政府時期內戰戰鬥列表